# ФК БАСК ТЕК
ФК БАСК ТЕК је фудбалски клуб из Београда, Србија. Клуб је основан 18. априла 1903. и био је тада први фудбалски клуб у тадашњој Србији. Данас је други најстарији клуб у Србији јер је 3. маја 1901. године у Суботици основан Спортски атлетски клуб Бачка, с тим што је Суботица тада била у саставу Аустроугарске.
Тренутно се такмичи у Српској лиги Београд, трећем такмичарском нивоу српског фудбала.

## Историја
Основан је 18. априла 1903. као СК Соко, а од 1933. такмичи се под именом ФК БАСК (БАСК је скраћеница од Београдски академски спортски клуб). Највеће успехе бележи у периоду пре Другог светског рата када се такмичио прво у првенству Краљевине Срба, Хрвата и Словенаца (до 1929) а затим и у првенству Краљевине Југославије, где у збирној табели првенстава 1923–1940 са 6 учешћа у најелитнијем рангу у то време заузима високо 8 место: 8. БАСК 98 утакмица, 37 победа, 17 ремија и 44 пораза, гол-разлика 185 – 199 и освојених 91 бодова.
У послератном периоду нова комунистичка власт га гаси, јер клуб таквог имена и традиције није одговарао тадашњим политичким временима и приликама.

### ФК Сењак
На 50-годишњицу Сокола и БАСК-а 1953. године ФК Сењак преузима име БАСК-а и све славне успехе и традиције овог најстаријег колектива у некадашњој Краљевини Србији. Током 20. века углавном стагнира и махом се такмичи у нижеразредним републичким ранговима, да би тек 2005. године захваљујући одустајању ФК Хајдук са Лиона, постао члан новоформиране Прве лиге Србија.

### Соко Про РОМА
Током Првог светског рата избеглице из покорене Србије ученици по завршетку матурског течија у српској гимназији у Волосу, српски ђаци-избеглице стигли су у Италијански град Рим , ту је почетком 1918 основан ,,Соко Про Рома" и да би могао да тренира и игра утакмице имао је тренинге у тамошњем клубу ФК Рома где је тако добио назив. Најзначајнији постигнуће јесте освајање сребрног пехара на ,,Божићном купу" где је у финалу 17. марта 1918. против италијанског клуба ,,Аудаче" из Рима резултатом 5:0 у корист тима Соко ,ово је био први интернационални трофеј који је било који српски тим освојио.

### Данашње Сезоне
У сезони 2010/11. БАСК заузима 1. место у Првој лиги Србије, али одустаје од такмичења у Суперлигу Србије, а његово место је одлуком ФСС заузео Нови Пазар. Пошто је клуб одустао од играња у Суперлиги, пребачен је у Српску лигу Београд, где се и даље такмичи.
БАСК се 2022. спојио са ТЕК Слога и преименовао се у БАСК ТЕК.

## Име клуба
- СК Соко (1903–1933)
- ФК БАСК (1933–1945)
- ФК Сењак (1945–1953)
- ФК БАСК (1953–2022)
- ФК БАСК ТЕК (2022–)

## Новији резултати
| Сезона   | Ранг | Лига                | Позиција | ИГ  | Д  | Н  | П  | ГД | ГП | ГР  | Бод     | Куп                  |
| -------- | ---- | ------------------- | -------- | --- | -- | -- | -- | -- | -- | --- | ------- | -------------------- |
| 2006/07. | 2    | Прва лига Србије    | 18.      | 38  | 8  | 11 | 19 | 32 | 46 | -14 | 35      | Шеснаестина финала   |
| 2007/08. | 3    | Српска лига Београд | 13.      | 30  | 10 | 8  | 12 | 28 | 38 | -10 | 35      | Шеснаестина финала   |
| 2008/09. | 3    | Српска лига Београд | 13.      | 30  | 8  | 11 | 11 | 20 | 31 | -11 | 35      | Није се квалификовао |
| 2009/10. | 3    | Српска лига Београд | 1.       | 30  | 17 | 7  | 6  | 49 | 35 | +14 | 58      | Није се квалификовао |
| 2010/11. | 2    | Прва лига Србије    | 1.       | 34  | 24 | 5  | 5  | 54 | 21 | +33 | 77      | Није се квалификовао |
| 2011/12. | 3    | Српска лига Београд | 13.      | 30  | 9  | 8  | 13 | 39 | 46 | -7  | 35      | Шеснаестина финала   |
| 2012/13. | 3    | Српска лига Београд | 8.       | 30  | 11 | 6  | 13 | 32 | 31 | +1  | 39      | Није се квалификовао |
| 2013/14. | 3    | Српска лига Београд | 4.       | 30  | 11 | 12 | 7  | 47 | 30 | +17 | 45      | Није се квалификовао |
| 2014/15. | 3    | Српска лига Београд | 11.      | 30  | 10 | 9  | 11 | 31 | 32 | -1  | 39      | Није се квалификовао |
| 2015/16. | 3    | Српска лига Београд | 13.      | 30  | 8  | 6  | 16 | 30 | 45 | -15 | 30      | Није се квалификовао |
| 2016/17. | 3    | Српска лига Београд | 13.      | 30  | 10 | 11 | 9  | 40 | 35 | +5  | 41      | Није се квалификовао |
| 2017/18. | 3    | Српска лига Београд | 7.       | 30  | 11 | 9  | 10 | 47 | 38 | +9  | 42      | Није се квалификовао |
| 2018/19. | 3    | Српска лига Београд | 16.      | 30  | 4  | 3  | 23 | 25 | 84 | -59 | 15      | Није се квалификовао |
| 2019/20. | 4    | Београдска зона     | 14.      | 171 | 5  | 2  | 10 | 22 | 34 | 12  | 17      | Није се квалификовао |
| 2020/21. | 3    | Српска лига Београд | 12.      | 38  | 16 | 9  | 13 | 43 | 39 | +4  | 57      | Није се квалификовао |
| 2021/22. | 3    | Српска лига Београд | 4.       | 30  | 18 | 3  | 9  | 57 | 32 | +25 | 57      | Није се квалификовао |
| 2022/23. | 3    | Српска лига Београд | 8.       | 30  | 10 | 10 | 10 | 40 | 38 | +2  | 36 (-4) | Није се квалификовао |
| 2023/24. | 3    | Српска лига Београд | 6.       | 30  | 10 | 13 | 7  | 40 | 23 | +17 | 40 (-3) | Шеснаестина финала   |

- 1 Сезона прекинута након 17 кола због пандемије ковида 19.

## Познати бивши тренери
- Милош Стојиљковић